# Sam Trammell
Sam Trammell (nacido el 29 de enero de 1969 en Nueva Orleans, Luisiana, Estados Unidos) es un actor de cine, teatro y televisión. Es más conocido por su papel de Sam Merlotte en la serie sobre vampiros de HBO  True Blood, por la cual fue nominado en 2009 al Scream Award en la categoría de revelación masculina.

## Inicios
Cuando era un niño su familia se mudó a Charleston (Virginia Occidental) y se graduó en la secundaria George Washington. Luego siguió sus estudios en la Universidad Brown y en la Universidad de París.
Desde el año 2003 está casado con la actriz Missy Yager con la que ha tenido dos hijos.

## Carrera
Ha trabajado en teatro comercial, independiente, cine y televisión. Es un consumado actor en la escena de Nueva York con trabajos que incluyen una nominación a los Premios Tony por su actuación en "Ah, Wilderness!" en el Lincoln Center.
En teatro independiente protagonizó "Dealer's Choice", "My Night With Reg", "If Memory Serves", "Ancestral Voices" y más recientemente, "Kit Marlowe" en el teatro público Joseph Papp, por lo que recibió excelentes críticas.
La notoriedad de Trammell llegó con el papel de Sam Merlotte en True Blood.

## Filmografía
| Cine       | Cine                                | Cine                   | Cine                                                                                            |
| Año        | Película                            | Personaje              | Notas                                                                                           |
| ---------- | ----------------------------------- | ---------------------- | ----------------------------------------------------------------------------------------------- |
| 1997       | The Hotel Manor Inn                 | Nolan                  |                                                                                                 |
| 1997       | El fin de la infancia               | Greg Chute             |                                                                                                 |
| 1998       | Wrestling with Alligators           | Will                   |                                                                                                 |
| 2000       | Beat                                | Lee                    |                                                                                                 |
| 2000       | Fear of Fiction                     | Red/Tom Hopkins        |                                                                                                 |
| 2000       | Otoño en New York                   | Simon                  |                                                                                                 |
| 2000       | Followers                           | John Dietrich          |                                                                                                 |
| 2003       | Undermind                           | Derrick Hall/Zane Waye |                                                                                                 |
| 2004       | The Last Full Measure               | Desconocido            |                                                                                                 |
| 2007       | Aliens vs. Predator: Requiem        | Tim                    |                                                                                                 |
| 2008       | Miracle of Phil                     | Taylor                 |                                                                                                 |
| 2010       | The Details                         | Desconocido            |                                                                                                 |
| 2010       | Shrinking Charlotte                 | Jeff Bicknell          |                                                                                                 |
| 2011       | Unshakable                          | Kane                   |                                                                                                 |
| 2011       | Guns, Girls and Gambling            |                        |                                                                                                 |
| 2014       | Bajo la misma estrella              | Mr. Lancaster          |                                                                                                 |
| 2015       | About Ray                           |                        |                                                                                                 |
| 2019       | Nancy Drew and the Hidden Staircase | Carson Drew            |                                                                                                 |
| 2023       | Big George Foreman                  | Virdell Stokes         |                                                                                                 |
| Televisión |                                     |                        |                                                                                                 |
| Año        | Título                              | Personaje              | Notas                                                                                           |
| 1996       | Harvest of Fire                     | Simon Troyer           | Película de TV                                                                                  |
| 1998       | Maximum Bob                         | Sonny Dupree           | Episodio: "Piloto" Episodio: "Once Bitten..."                                                   |
| 1998       | Trinity                             | Liam McCallister       | Episodio #1.1 Episodio: "In a Yellow Wood" Episodio: "No Secrets"                               |
| 2001-2002  | Going to California                 | Kevin 'Space' Lauglin  | 20 episodios                                                                                    |
| 2004       | Anonymous Rex                       | Vincent Rubio          | Película de TV                                                                                  |
| 2004       | House M.D.                          | Ethan Hartig           | Episodio: "Maternity"                                                                           |
| 2005       | Strong Medicine                     | Kiko Ellsworth         | Episodio: "First Response"                                                                      |
| 2005       | Judging Amy                         | Marty Levine           | Episodio: "The Paper War" Episodio: "Revolutions Per Minute" Episodio: "My Name Is Amy Gray..." |
| 2005       | Bones                               | Ken Thompson           | Episodio: "Piloto"                                                                              |
| 2006       | CSI: Nueva York                     | Charles Wright         | Episodio: "Heroes"                                                                              |
| 2006       | Numb3rs                             | Thomas Gill            | Episodio: "Números Confusos"                                                                    |
| 2006       | Justice                             | Kevin O'Neil           | Episodio: "Piloto"                                                                              |
| 2006       | Dexter                              | Matt Chambers          | Episodio: "Cocodrilo"                                                                           |
| 2007       | Cold Case                           | Porter Rawley          | Episodio: "Blood on the Tracks"                                                                 |
| 2007       | What If God Were the Sun?           | Jeff                   | Película de TV                                                                                  |
| 2009       | Medium                              | Dr. Brian Seward       | Episodio: "Cosas que hacer en Phoenix cuando estás muerto"                                      |
| 2009       | Law & Order: Criminal Intent        | Gray Vanderhoven       | Episodio: "Identity Crisis"                                                                     |
| 2008-2014  | True Blood                          | Sam Merlotte           | Protagonista                                                                                    |
| 2019       | The order                           | Eric Clarke            | (temporada 1; invitado: temporada 2).                                                           |